# ایندیروبین

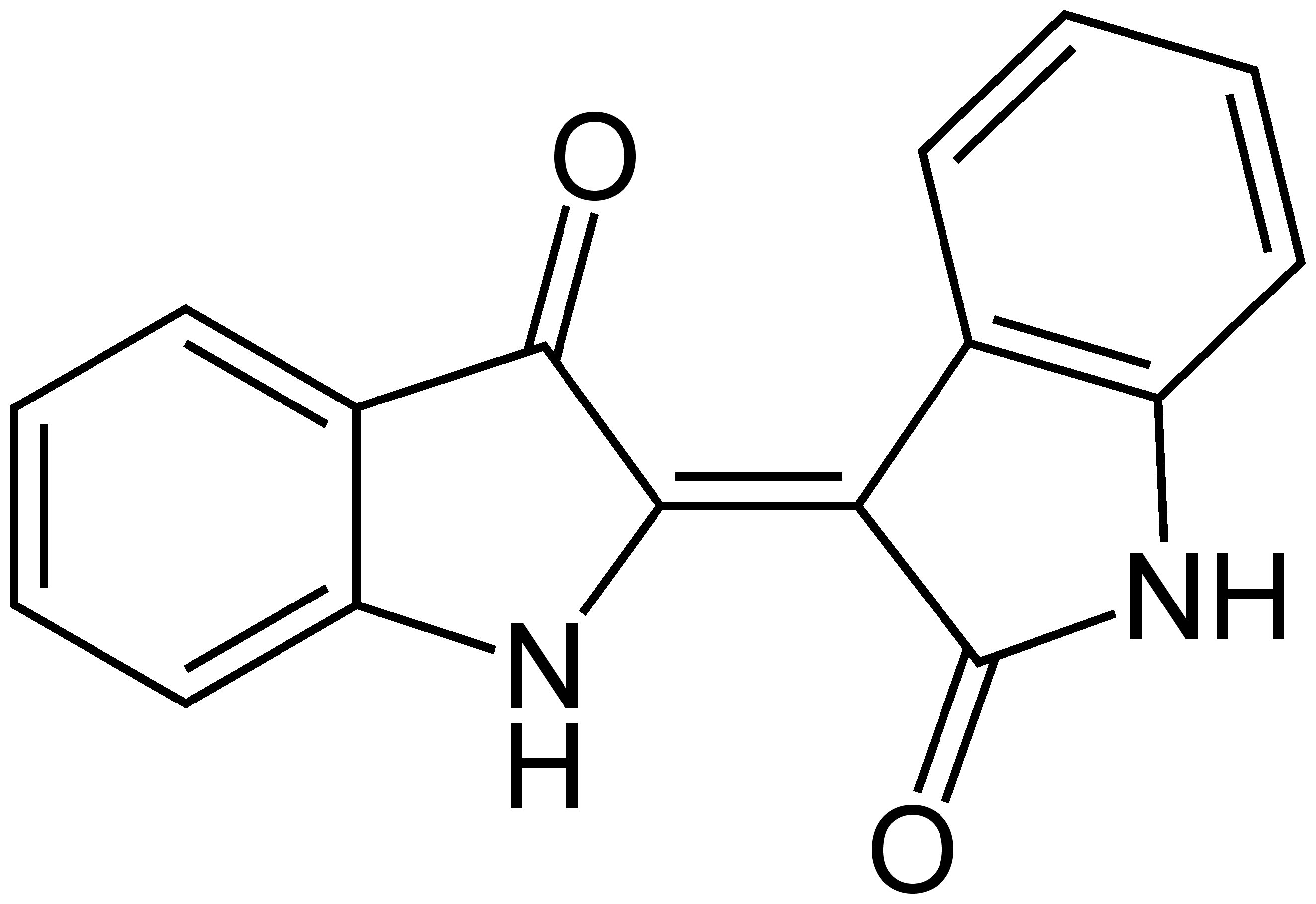
ساختار ایندیروبین

ایندیروبین (انگلیسی: Indirubin) یک ترکیب شیمیایی است که اغلب به عنوان یک محصول جانبی متابولیسم باکتریایی تولید می‌شود. به عنوان مثال یکی از ترکیبات مسئول شرایط عموماً خوش‌خیم سندرم کیسه ادرار بنفش می‌باشد که از متابولیز باکتریایی ایندوکسیل سولفات که به‌طور طبیعی در ادرار وجود دارد ایجاد می‌شود.

ایندیروبین یکی از ترکیبات شیمیایی تشکیل دهنده ایندیگو (نیل) طبیعی است که در طب سنتی چین با نام چینگ دای(qing dai) شناخته می‌شود و از جمع‌آوری مواد زائد حاصل از تخریب باکتریایی نوع خاصی از پوشش گیاهی تولید شده و برای صدها سال مورد استفاده قرار گرفته‌است.

## تاثیر ایندیروبین بر انسان
ایندیروبین اثرش بر روی انسان را با نامنظم کردن بیان ژن بروز می‌دهد.

نشان داده شده‌است که هر دو آنکوژن PLK1 و PIN1 تحت تأثیر ایندیروبین قرار دارند. ایندیروبین در شرایط in vivo و in vitro ، بیان ژن CDC25B که مسئول کد کردن تولید آنزیم CDC25B می‌باشد را کاهش می‌دهد. CDC مسئول چرخه تقسیم سلولی است و در تکثیرسلولی به کار می‌رود. مطالعات نشان می‌دهند که سلولهای موش پس از حذف ژنهای CDC24C و (CDC25B) زنده می‌مانند ولی حذف CDC25A به سلولهای ناپایدار می‌انجامد.

ایندیروبین خواص ضد التهابی و ضد رگ زایی نشان می‌دهد. پژوهشگران مرکز جامع سرطان دانشگاه ایالتی اوهایو دریافته‌اند که ایندیروبین از مهاجرت سلولهای گلیوبلاستوما و در نتیجه پخش شدن آن‌ها در سایر بخش‌های مغز جلوگیری می‌کنند و همچنین از مهاجرت سلولهای اندوتلیال و در نتیجه تشکیل رگهای خونی جدید که تومورها برای رشد به آن‌ها نیازمندند ممانعت می‌کنند.

ایندیروبین در انسان منجر به جلوگیری یا درمان سرطان نمی‌شود. با این حال برای درمان سرطان سلول کوچک ریه، گلیوبلاستوما و لوسمی مزمن میلوئیدی به تنهایی یا همراه با درمان معمول مدیریت سرطان مورد مطالعه می‌باشد.

ایندیروبین در قالب ایندیگو (نیل) طبیعی سال‌هاست که برای درمان پلاک پسوریازیس به صورت موضعی یا بلع جهت اثرات سیستمیک مورد استفاده است؛ و نیز در درمان کولیت زخمی، نوعی بیماری خود ایمنی، نتایج خوبی نشان می‌دهد.